# لودن‌شایت
لودن‌شایت (به آلمانی: Lüdenscheid) شهری در ایالت نوردراین-وستفالن در کشور آلمان است.